# Mealasta
Mealasta (en gaélico escocés, Eilean Mhealastadh) es una isla localizada en el archipiélago de las Hébridas Exteriores, en Escocia. La isla se encuentra ubicada a aproximadamente 900 m al oeste de la costa de Lewis y a 6 km al sur de Brenish (Breanais).
- Datos: Q3181011
- Multimedia: Eilean Mhealasta / Q3181011